# Sandra Lynch
Sandra Lea Lynch (* 31. Juli 1946 in Oak Park, Illinois) ist eine US-amerikanische Juristin und Richterin, die unter anderem von 1995 bis 2022 Richter am US-Berufungsgericht für den 1. Gerichtsbezirk (US Court of Appeals for the First Circuit) und zudem von 2008 bis 2015 als Chief Judge auch Präsidentin dieses Gerichts war.

## Leben
Sandra Lea Lynch, Tochter von Bernard Francis Lynch und dessen Ehefrau Eugenia Tyus Shepherd, begann nach dem Besuch der Lake Highlands High School in Dallas 1964 zunächst ein grundständiges Studium am Wellesley College, welches sie 1968 mit einem Bachelor of Arts (B.A.) beendete. Ein darauf folgendes Studium der Rechtswissenschaften an der Law School, der Juristischen Fakultät der Boston University, schloss sie 1971 mit einem Juris Doctor (J.D.) ab.
Nach ihrer darauf folgenden anwaltlichen Zulassung bei der Anwaltskammer des Bundesstaates Massachusetts (Massachusetts Bar Association) war sie zwischen 1971 und 1973 juristische Mitarbeiterin von Raymond James Pettine, dem damaligen Präsidenten des US-Bundesbezirksgerichts für Rhode Island (US District Court for the District of Rhode Island). Im Anschluss war sie von 1973 bis 1974 sowohl Assistierende Generalstaatsanwältin von Boston als auch Lehrbeauftragte an der Law School der Boston University, ehe sie zwischen 1974 und 1978 Rechtsberaterin des Bildungsministeriums des Bundesstaates Massachusetts war.
1978 wechselte sie in die Anwaltskanzlei Foley, Hoag & Eliot in Boston und war dort zunächst von 1978 bis 1982 angestellte Rechtsanwältin sowie daraufhin zwischen 1982 und 1995 Partnerin der Kanzlei. Während dieser Zeit arbeitete sie von 1990 bis 1992 auch als Sonderberaterin der Judicial Conduct Commission, der Kommission für gerichtliches Verhalten des Bundesstaates Massachusetts, und war zudem zwischen 1992 und 1993 Präsidentin der Boston Bar Association, der Anwaltskammer von Boston. Ferner ist sie Mitglied der American Bar Association (ABA).
Am 19. September 1994 wurde Sandra Lynch von US-Präsident Bill Clinton als Richterin am US-Berufungsgericht für den 1. Gerichtsbezirk (US Court of Appeals for the First Circuit) nominiert. Da der US-Senat kein Votum abgab, nominierte Präsident Clinton sie am 11. Januar 1995 als Nachfolgerin von Stephen Breyer für den freigewordenen Posten abermals als Richterin am US-Berufungsgericht für den 1. Gerichtsbezirk. Nach der Bestätigung durch den US-Senat am 11. März 1995 trat sie dieses Amt am selben Tag an und bekleidete dieses mehr als 27 Jahre lang bis zum 31. Dezember 2022. Am 16. Juni 2008 wurde sie als Nachfolgerin von Michael Boudin Chief Judge und damit Präsidentin des US Court of Appeals for the First Circuit. Sie war damit die erste Frau in dieser Funktion und bekleidete dieses Amt bis zum 15. Juni 2015, woraufhin Jeffrey R. Howard ihre Nachfolge antrat. Während dieser Zeit war sie zugleich von 2008 bis 2015 Mitglied der Justizkonferenz der Vereinigten Staaten. Am 31. Dezember 2022 schied sie aus dem aktiven Richterdienst und trat in den sogenannten Senior Status.
Aus ihre Ehe mit John E. Bowman ging der Sohn Stephen Lynch Bowman hervor.

## Veröffentlichung
- The law of judicial precedent, Mitautorin, Thomson Reuters, Saint Paul 2016